# Большая Синагога Эдирне

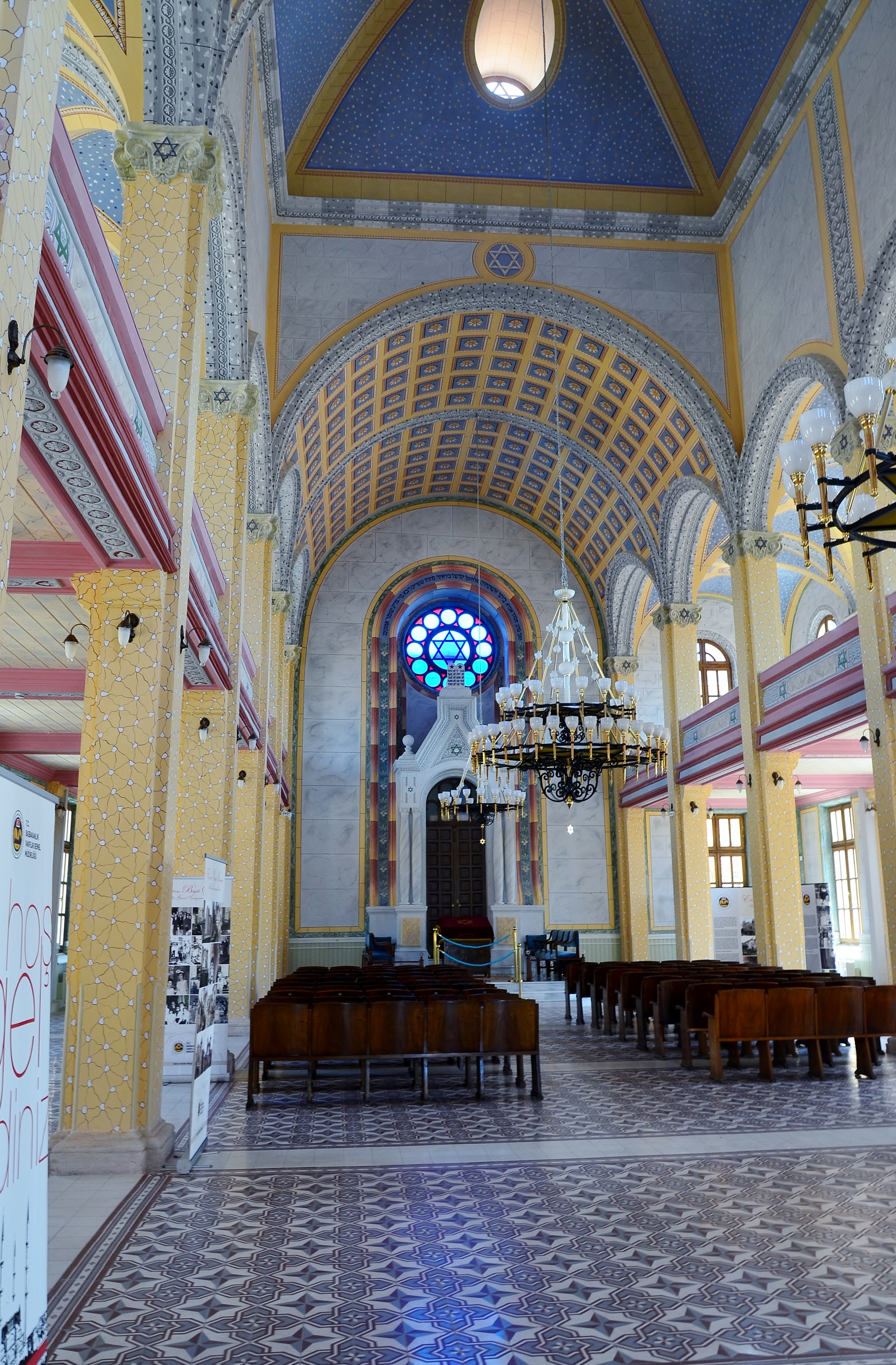
Интерьер синагоги

Большая Синагога Эдирне, или же Адрианопольская Синагога (иврит: Kal Kadosh ha-Gadol, тур. Edirne Büyük Sinagogu) является исторической сефардской синагогой, расположенной на улице Маариф в Эдирне (ранее известным как Адрианополь) в Турции. Она была спроектирована в стиле мавританского возрождения и отреставрирована в 2015 году.

## История
Великий пожар Адрианополя 1905 г. разрушил более 1500 домов, а также повредил несколько синагог в городе. Двадцати тысячам из еврейской общины срочно требовалось место поклонения. После разрешения османского правительства и указа султана Абдул-Хамида II строительство новой синагоги началось 6 января 1906 года на месте разрушенных синагог мэра и окрестностях Пулии в Суричи (Цитадель). Он был спроектирован французским архитектором Франсом Депре в архитектурном стиле сефардского Храма Леопольдштёдтер в Вене, Австрия. Стоивший 1200 золотых монет, он был открыт для обслуживания накануне Песаха в апреле 1909 года. Способный вместить до 1200 верующих (900 мужчин и 300 женщин), он был третьим по величине храмом в Европе и крупнейшим в Турции.
В 1983 году синагога была заброшена после того, как большая часть еврейской общины покинула город, эмигрировав в Израиль, Европу или Северную Америку. В 1995 году храм по закону перешёл под контроль государственного учреждения турецкого фонда.

## Восстановление

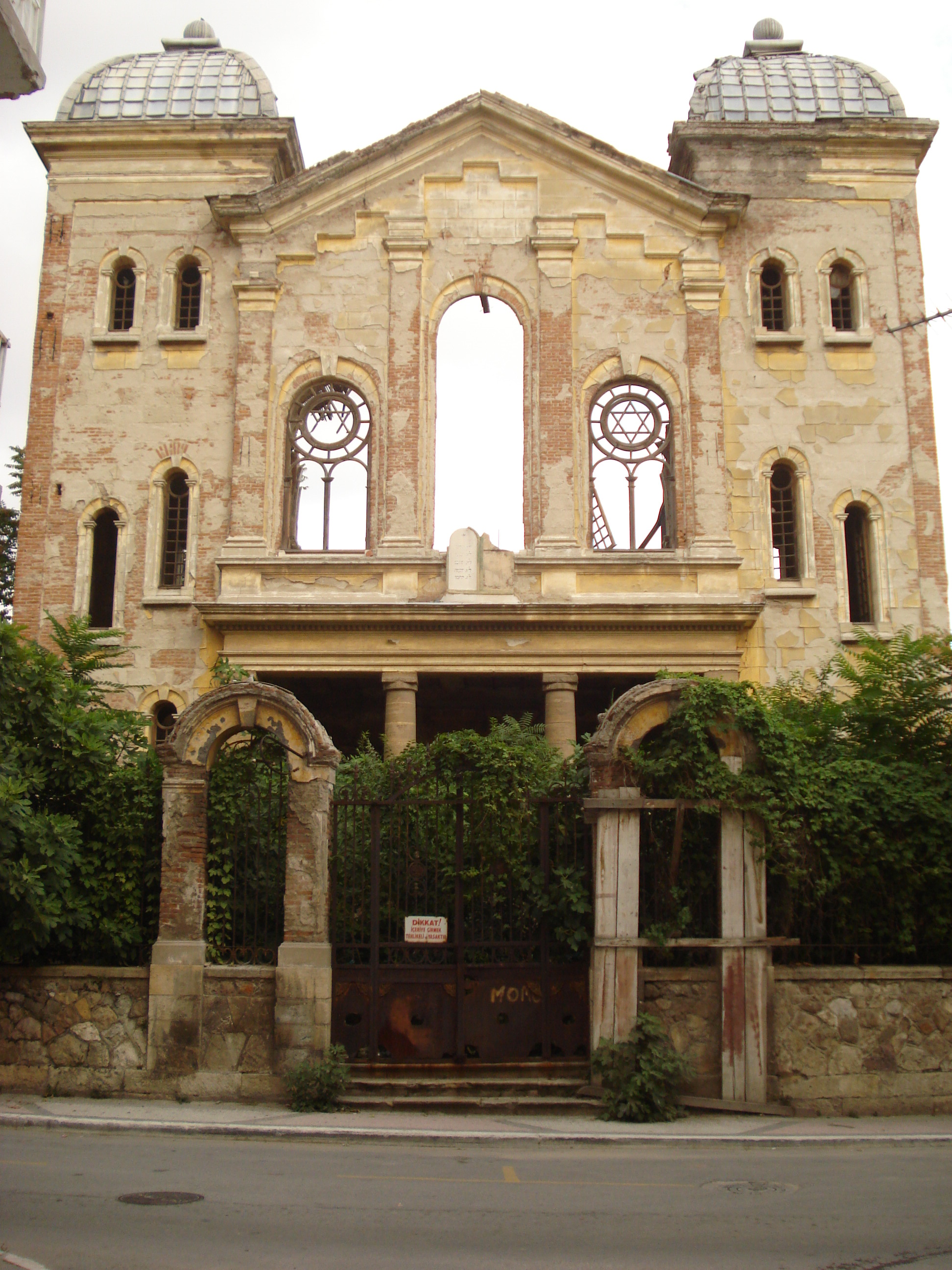
Фасад разрушенной синагоги до реставрации

Заброшенная и разрушенная синагога, а также ее флигель были восстановлены Турецким институтом фондов за пять лет, потратив 5 750 000 (приблизительно 2,5 миллиона долларов США). 26 марта 2015 года синагога была вновь открыта с празднованием и шахаритом, утренней молитвенной службой, в которой приняли участие большое количество евреев, в том числе Исхак Ибрагимзаде (лидер еврейской общины в Турции), раввин Нафтали Халева, заместитель хахама-баши (главного раввина) Ишак Халева, Бюлент Арынч, заместитель премьер-министра Турции и некоторые другие высокопоставленные турецкие чиновники. Богослужение контролировалось раввином Давидом Азузом, который руководил служением в день закрытия 36 лет назад. Муниципалитет Эдирне вывесил плакат на улице синагоги и поприветствовал гостей словами «Добро пожаловать домой, наши старые соседи».

## Галерея

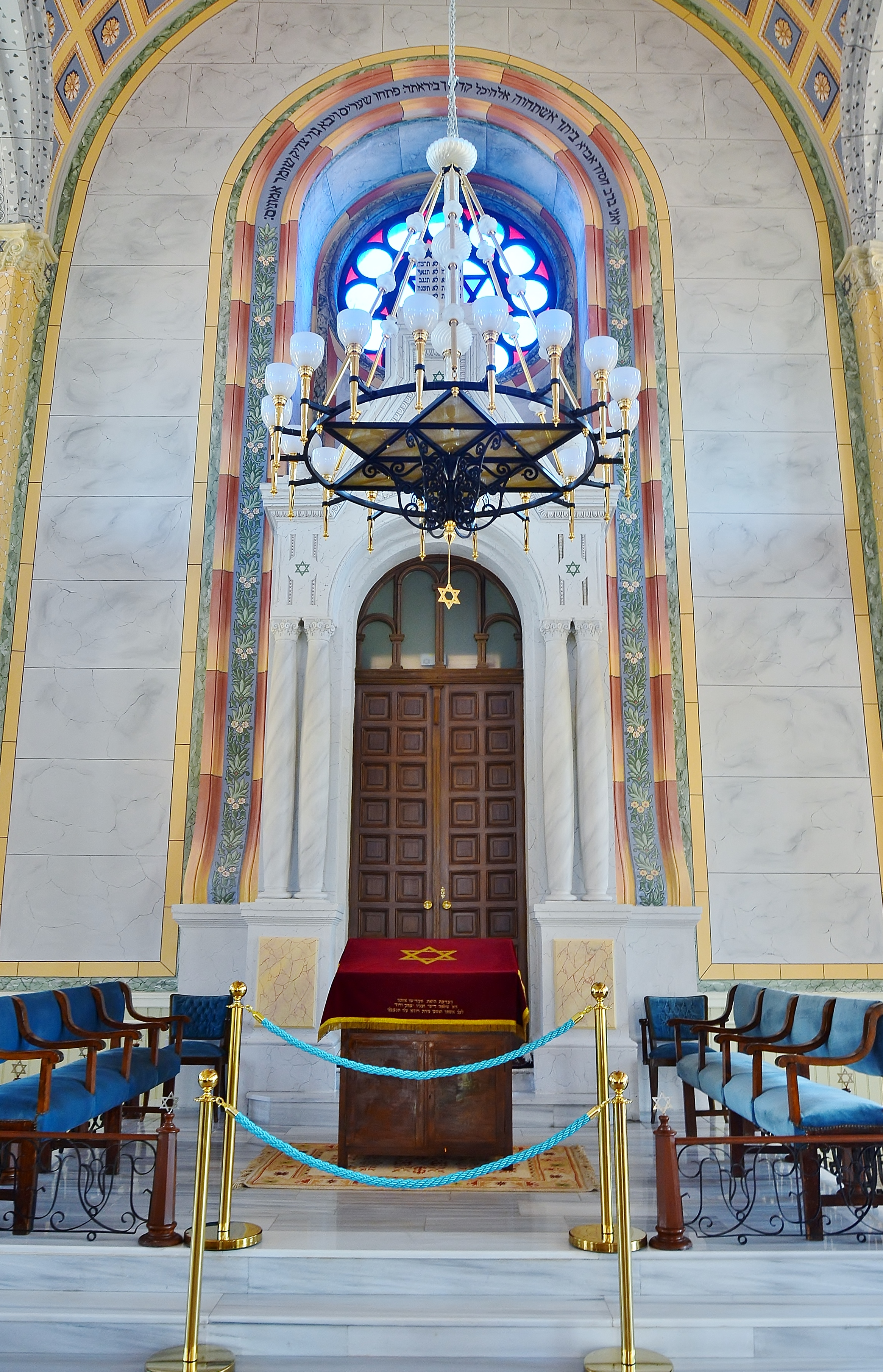
Интерьер синагоги
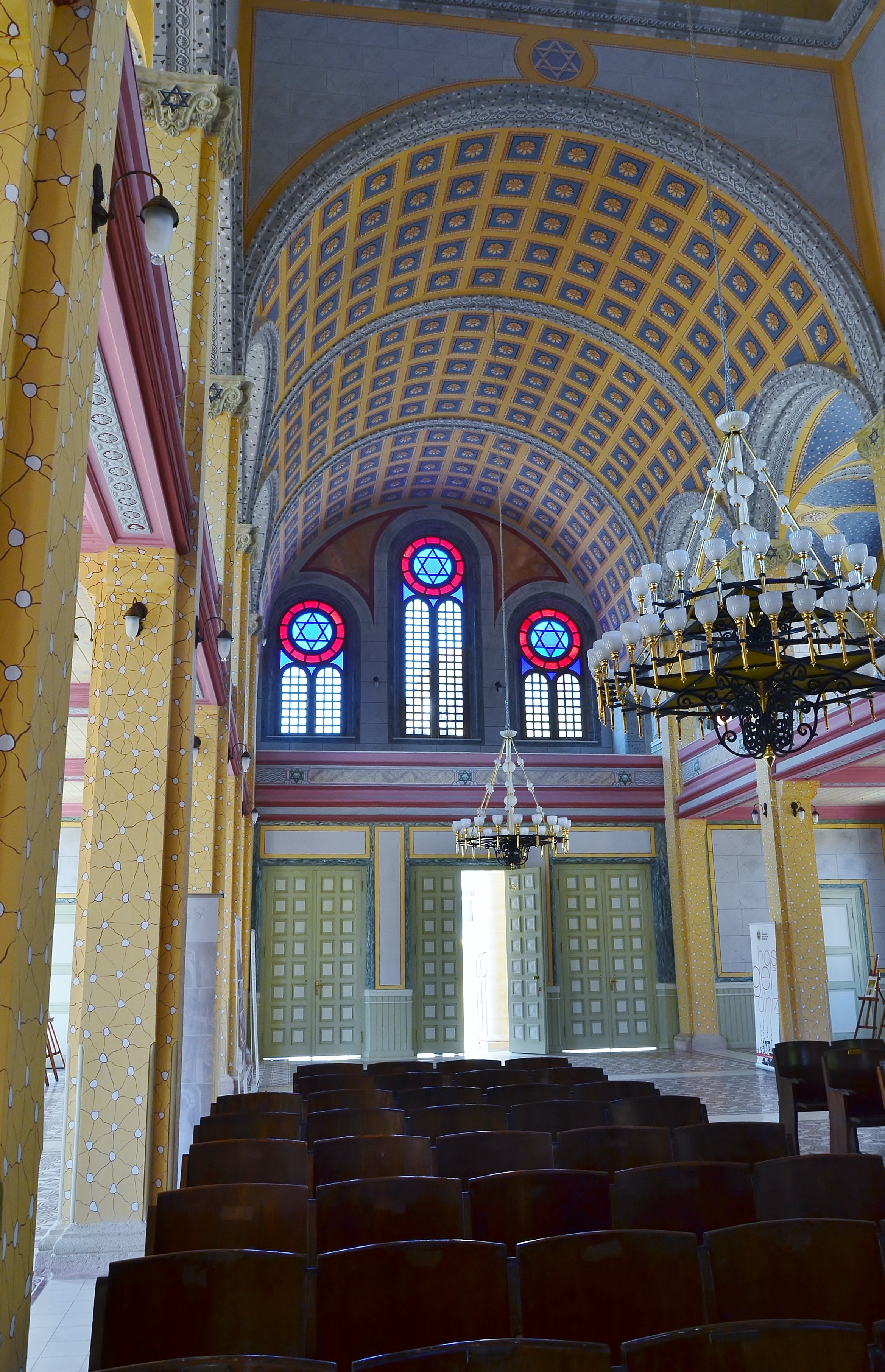
Интерьер синагоги
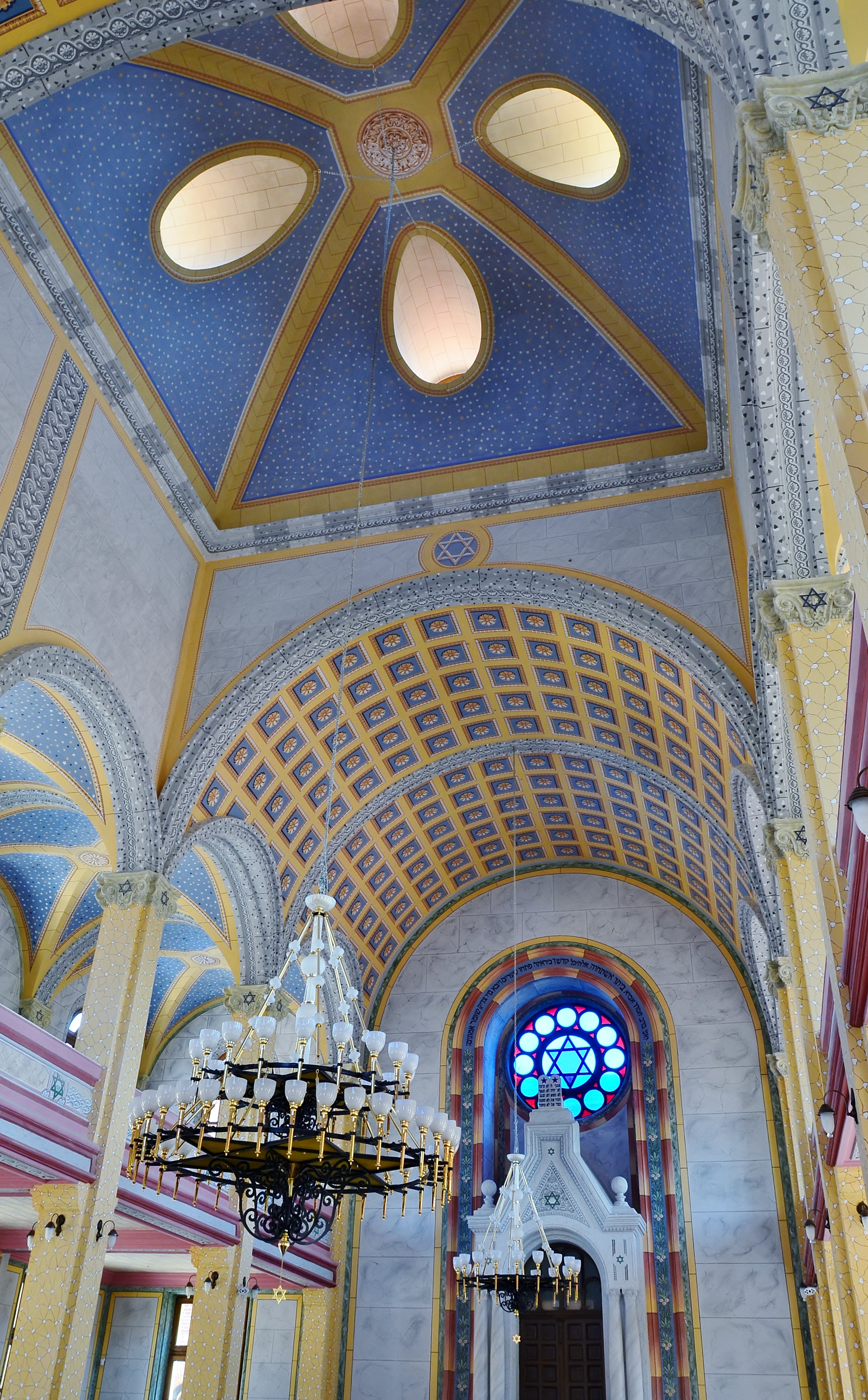
Интерьер синагоги
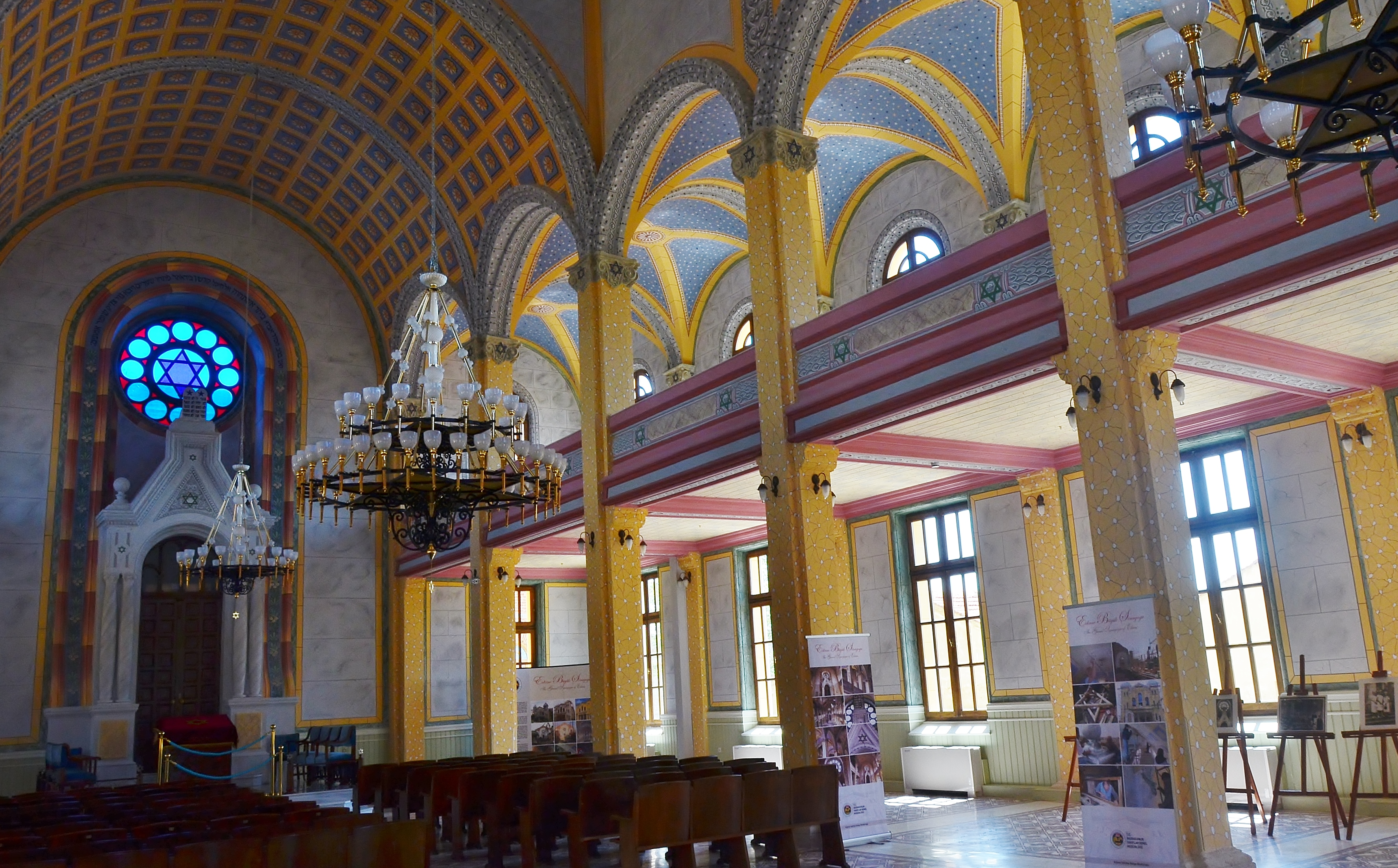
Интерьер синагоги
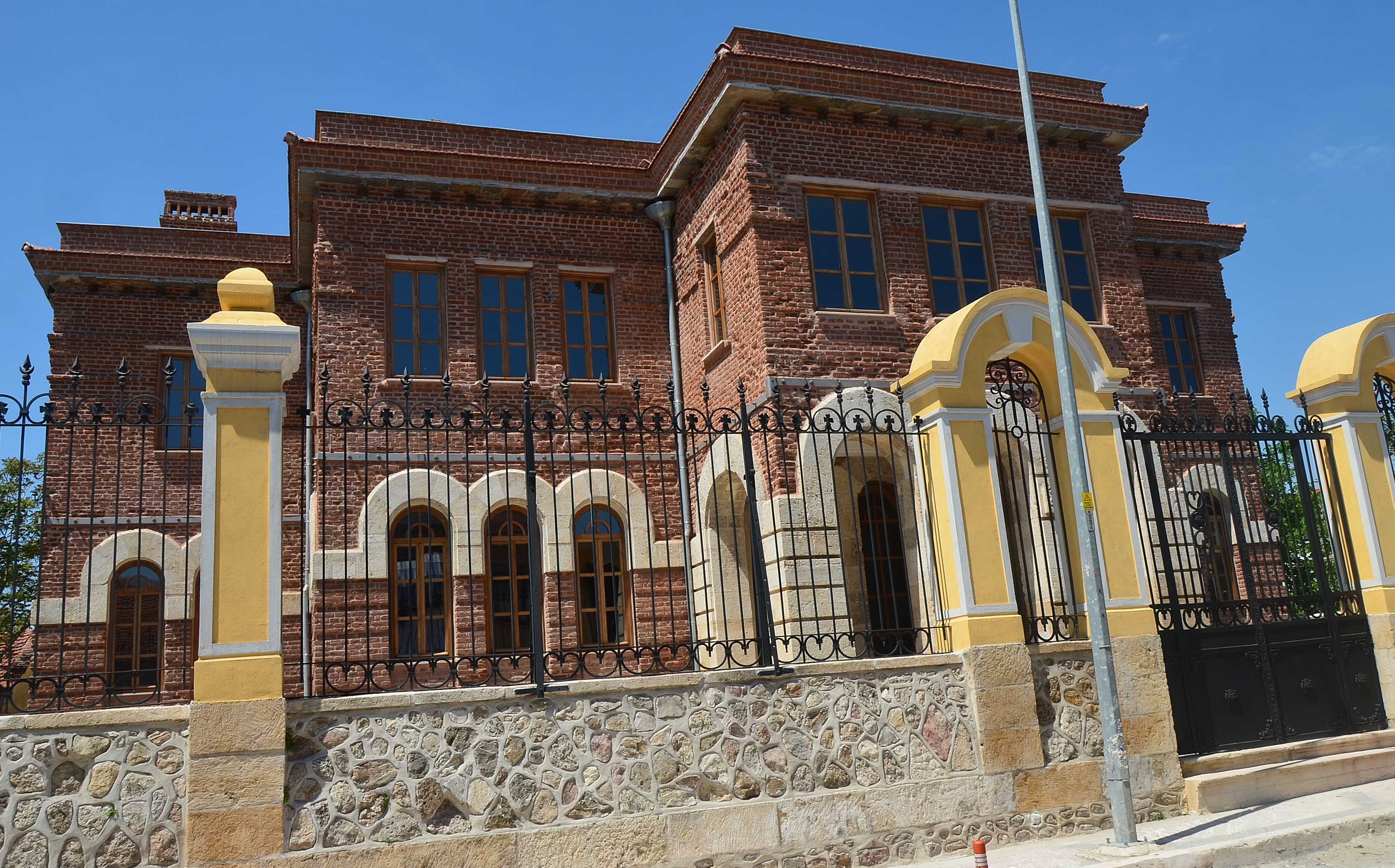
Административное здание сзади Большой синагоги Эдирне